# أركي فلاي
أركي فلاي (بالإنجليزية: Arkefly)‏ هي شركة طيران هولندية مقرها الرئيسي في مدينة شيفول الصناعية بالقرب من مطار سخيبول أمستردام في هارلمرمير في هولندا. وهي مملوكة بالكامل لمجموعة توي الرائدة في السياحة والسفر، وقد قامت الشركة بأول رحلة لها في شتنبر 2005. بدأت في تسيير رحلات إلى اورلاندو، ميامي، وإسرائيل في عام 2011. في أكتوبر 2013، أعلنت الشركة عن تغيير اسمها من أرك فلاي إلى أرك.

## الاسطول
تمتلك الشركة 10 طائرات بالإضافة إلى طلبيتين ويبلغ عمر الطائرات 12,7 عام.

## وصلات خارجية
- الموقع الإلكتروني